# Antonín Skalník
Antonín Skalník (1767 – ?) byl český umělecký zahradník pracující ve službách šlechtického rodu Lobkoviců. Měl mladšího bratra Václava. Pro své znalosti oboru byl Antonín ceněným odborníkem.

## Život
Když roku 1790 zdědil Antonín Isidor Lobkowicz po své matce Marii Josefě Ludmile Lobkovicové, rozené Černínové, pražský Lobkovický palác, přijal do svých služeb Antonína Skalníka. Ten v roce 1793 zahradu paláce přeměnil na anglický park. Skalník, ovlivněn romantismem a fyziokratismem, osazoval zahradu konifery a exoty, jež si nechával přivážet z Ameriky. Roku 1819 ovšem Anton Isidor zemřel a správu nad rodovými majetky převzal jeho syn August Longin. Skalník ale ve funkci zůstal a ve dvacátých letech 19. století založil v zahradě u Lobkovického paláce první alpinum v Čechách, ve kterém shromáždil více než 400 různých rostlin.
Skalníkův syn Bedřich se roku 1834 stal zahradníkem ve Vídni.